# 程済
程 済（てい さい、生没年不詳）は、明代の学者・官僚。本貫は同州朝邑県。

## 生涯
道士の術を会得していた。洪武末年、岳池教諭となった。建文帝が即位すると、程済は北方で兵が起こることを予言する上書をおこなった。建文帝はその言を妄言とみなして、程済を逮捕して処刑しようとした。程済は「陛下は臣を捕らえているのだから、臣の言が成就しないか、試してから殺しても遅くはあるまい」と大呼した。そこで程済は獄に下された。ほどなく靖難の変が起こると、程済は釈放され、翰林院編修となった。北征軍に参加して淮水を遡り、燕軍に敗れて、召還された。徐州での勝利として報告され、紀功碑を建てられた。後に燕王朱棣が徐州を通ると、碑を見て激怒し、側近たちに槌で叩かせた。二度槌で叩かせると中止させ、碑の文章を記録させた。朱棣は碑の文章に記録された者たちを処刑させたが、ちょうど程済の名は槌で叩いたところで脱落しており、処断を免れた。実際には徐州で建文帝側の軍が勝利した事実はなかった。南京の金川門が開くと、程済は逃亡して去った。一説に建文帝が僧の姿で逃亡し、程済はこれに従ったともいう。その晩年は知られていない。